# Kegel (categorietheorie)
In de categorietheorie, een abstract deelgebied van de wiskunde, is de kegel van een functor een abstracte notie die wordt gebruikt om de limiet van deze functor te definiëren. Kegels komen ook op andere plaatsen binnen de categorietheorie voor.

## Definitie
Laat {\displaystyle F:J\rightarrow C} een diagram in {\displaystyle C} zijn. Formeel is een diagram niets meer dan een functor van {\displaystyle J} naar {\displaystyle C}. De verandering in terminologie geeft het feit weer dat wij over {\displaystyle F} denken als alsof {\displaystyle F} een familie van objecten en morfismen in {\displaystyle C} indexeert. De categorie {\displaystyle J} wordt als een indexcategorie gezien. Het is zoiets als een geïndexeerde familie van objecten in de verzamelingenleer. Het verschil is dat hier ook morfismen zijn gedefinieerd.
Laat {\displaystyle N} een object van {\displaystyle C} zijn. Een kegel van {\displaystyle N} naar {\displaystyle F} is een familie van morfismen
{\displaystyle \psi _{X}\colon N\to F(X)}
voor elk object {\displaystyle X} van {\displaystyle J}, zodat voor elk morfisme {\displaystyle f:X\rightarrow Y} in {\displaystyle J} het onderstaande diagram commutatief is:
De meestal oneindige verzameling van al deze driehoeken kan, gedeeltelijk, worden afgebeeld in de vorm van een kegel met top {\displaystyle N}. Van deze kegel {\displaystyle \psi } zegt men soms dat deze vertex {\displaystyle N} en basis {\displaystyle F} heeft.
Men kan de duale notie van een kegel van {\displaystyle F} naar {\displaystyle N} ook definiëren door alle bovenstaande pijlen in richting om te draaien. Deze duale wordt ook wel een cokegel genoemd. Een kegel van {\displaystyle F} naar {\displaystyle N} is een familie van morfismen
{\displaystyle \psi _{X}\colon F(X)\to N}
voor elk object {\displaystyle X} van {\displaystyle J}, zodat voor elk morfisme {\displaystyle f:X\rightarrow Y} in {\displaystyle J} het onderstaande diagram commutatief is: